# Лука Перузовић
Лука Перузовић (Сплит, 26. фебруар 1952) је бивши југословенски фудбалер и тренер. Играо је на позицији дефанзивног играча.

## Каријера
Као омладинац је играо у Хајдуку а у први тим је ушао у сезони 1969/70. Са клубом је освојио је осам домаћих трофеја: четири првенства (1971, 1974, 1975. и 1979. године) и четири трофеја Купа (1973, 1974, 1975. и 1977). Када је прешао у белгијски Андерлехт, са њима је освојио три пута првенство Белгије као и Куп УЕФА.
За репрезентацију је одиграо укупно 18 утакмица а свој дебитантски меч у дресу Југославије је имао против Шведске 3. јула 1974. године на Светском првенству у Немачкој. Последњи меч за репрезентацију је одиграо 1983. године.
Када је престао да игра професионално фудбал, посветио се тренерском послу. Почео је као помоћник бугарском стручњаку Ивану Вуцову, који је био тренер Сплићанима. Касније је тренирао Хајдук, белгијске клубове Шарлоа, Стандард, Генк и Андерлехт, марсејски Олимпик и Генчербирлигли из Анкаре. Био је тренер  у клубовима Саудијске Арабије и Катара. Био је и селектор репрезентације Бахреина.